# Goephanes rufoflavus
Goephanes rufoflavus är en skalbaggsart som beskrevs av Stefan von Breuning 1971. Goephanes rufoflavus ingår i släktet Goephanes och familjen långhorningar.
Artens utbredningsområde är Madagaskar. Inga underarter finns listade i Catalogue of Life.